# Ari Väänänen
Ari Henrik Väänänen (ur. 26 sierpnia 1947 w Kymi) – fiński lekkoatleta, skoczek w dal
Jedenasty zawodnik igrzysk olimpijskich w Monachium (1972). Trzykrotny mistrz kraju (1972, 1973 i 1975), w 1973 wywalczył srebrny medal halowych mistrzostw Finlandii. Wielokrotny reprezentant kraju w meczach międzypaństwowych (dwa zwycięstwa indywidualne).

## Rekordy życiowe
- Skok w dal – 7,92 (1973)
- Skok w dal (hala) – 7,66 (1973)
- Bieg na 100 metrów – 10,3h (1973)
- Bieg na 60 metrów (hala) – 6,7h (1973)